# Sacred Heart Cathedral (Freetown)
Die Sacred Heart Cathedral (deutsch Heilig-Herz-Kathedrale), auch Sacred Heart of Jesus Cathedral,  in Freetown ist die Kathedrale des Erzbistums Freetown und wichtigstes Kirchengebäude der römisch-katholischen Kirche in Sierra Leone.
Der Bau der Kirche begann 1884 und wurde mit der Weihe am 27. Oktober 1887 abgeschlossen.